# Phrynetopsis fuscicornis
Phrynetopsis fuscicornis là một loài bọ cánh cứng trong họ Cerambycidae.